# Grijskeelmuggeneter
De grijskeelmuggeneter (Conopophaga peruviana) is een zangvogel uit de familie Conopophagidae (muggeneters).

## Verspreiding en leefgebied
Deze soort komt voor van oostelijk Ecuador tot oostelijk Peru, noordelijk Bolivia en amazonisch westelijk Brazilië.

## Status
De grootte van de populatie is niet gekwantificeerd maar de soort wordt omschreven als schaars. Op de Rode lijst van de IUCN heeft deze soort de status niet bedreigd.